# Gammelträsket
Gammelträsket,  oud moerasmeer, is een meer in Zweden, in de gemeenten Älvsbyn en gemeente Piteå. Het meer is het noordelijke meer van een grotere groep van dit meer, Bastuträsket, Kallträsket en een aantal kleinere meren. Het water uit het Gammelträsket stroomt naar het Kallträsket en verder door de Borgforsrivier en de Pite älv naar de Botnische Golf.